# In einer kleinen Stadt (Film)
In einer kleinen Stadt (alternativer Fernsehtitel: Needful Things – In einer kleinen Stadt; Originaltitel: Needful Things) ist ein US-amerikanischer Horrorthriller aus dem Jahr 1993. Regie führte Fraser Clarke Heston, das Drehbuch schrieb W. D. Richter anhand des Romans In einer kleinen Stadt von Stephen King. Neben der regulären Fassung mit einer Laufzeit von etwa 120 Minuten (FSK 16), gibt es auch eine erweiterte, internationale Langfassung mit einer Laufzeit von ca. 187 Minuten (nicht von der FSK geprüft).

## Handlung
Der Fremde Leland Gaunt kommt in die Kleinstadt Castle Rock in Neuengland, wo er einen Laden eröffnet, in dem er ein kurioses Sammelsurium an Waren feilbietet. Er verkauft den Einheimischen diverse Gegenstände, die für diese von großem praktischem oder emotionalem Wert sind. Dafür verlangt er kein Geld, sondern lediglich, dass der Käufer jemand anderem einen üblen Streich spielt. Diese Streiche erweisen sich bald als Teil eines perfiden, von Gaunt als „Teufel in Person“ geschmiedeten Plans – die Leidtragenden der Streiche verdächtigen Personen, mit denen Zwistigkeiten bestehen, dieser Taten. Von Wut und Hass besessen, werden die Menschen gegeneinander gewalttätig, bis hin zum Mord. 
In der Stadt bricht so das Chaos aus. Sheriff Alan Pangborn, der Gaunt einen Gefallen schuldet, kann dessen Machenschaften aufdecken und die Stadtbevölkerung aufklären. Die Stadtbewohner gestehen einander, wer Urheber welchen Streiches war. „Buster“, dem letzten Bewohner, über den Gaunt noch Macht hat, misslingt es, aus seinem Haus heraus Pangborn zu erschießen. Daraufhin geht Buster mit einem Sprengstoffgürtel am Körper auf Pangborn und die anderen zu, um sich und diese in die Luft zu sprengen. Verzweifelt klagt sich Buster an, seine Frau umgebracht zu haben, doch Pangborn sagt ihm, dass nicht er, sondern Gaunt dafür verantwortlich ist. Gaunt fordert Buster wiederholt zum erweiterten Suizid auf, doch Buster stürzt sich stattdessen auf Gaunt. Beide fallen in Gaunts Laden, und es kommt zu einer gewaltigen Explosion. 
Völlig unversehrt jedoch erscheint Gaunt aus den brennenden Trümmern. Er gesteht, dass er das immer wieder tut, und auch wenn dies nicht sein bester Akt war, werde er dennoch wieder zurückkommen, um weiterzumachen. Er prophezeit Pangborn, dass er dessen zukünftigen Enkel Bob am 14. August 2053 um 10 Uhr morgens in Jakarta aufsuchen wird und dass sie gemeinsam Schlagzeilen machen werden. Nach diesem Monolog steigt er in den Wagen, in dem er angekommen ist, und fährt davon.

## Kritiken
Roger Ebert schrieb in der Chicago Sun-Times vom 27. August 1993, der Film sei noch einer jener Filme, die den Zuschauer zum Grübeln bringen, wieso die Verfilmungen der Geschichten von Stephen King nicht besser seien. Sein Problem seien „reizlose Charaktere“ und eine Handlung ohne Überraschungen.
Das Lexikon des internationalen Films schrieb, der Film weise „eine insgesamt naive und grobe Dramaturgie“ auf, die ihm „weitgehend Thrill und Doppelbödigkeit“ nehme. Die „rastlose Aktion“ und die „Personifizierung des Bösen“ würden von „den Abgründen menschlicher Beziehungen“ ablenken.

## Auszeichnungen
Amanda Plummer gewann im Jahr 1994 den Saturn Award. Max von Sydow, J. T. Walsh und der Film als Bester Horrorfilm wurden für den gleichen Preis nominiert.

## Hintergründe
Der Film wurde in Gibsons Landing und in Maple Ridge (beide in British Columbia) gedreht. Er spielte in den Kinos der USA ca. 15,2 Millionen US-Dollar ein.